# Пакер, Альфред
Альфред Гринер Пакер (англ. Alfred Griner Packer; 21 января 1842 года — 23 апреля 1907 года) — американский золотодобытчик, известный тем, что был обвинён в убийстве и каннибализме, а также мародёрстве. Пакер был приговорён к смертной казни, заменённой на 40 лет тюрьмы (из которых отсидел 18, после чего был досрочно освобождён). Дело Пакера до сих пор вызывает споры о его виновности и об оправданности его действий.

## Биография
Был обвинён в убийстве и поедании своих товарищей-золотодобытчиков. Он провёл 18 лет в тюрьме, пока не был помилован, и на протяжении всей своей жизни утверждал, что не виновен в убийстве. История Альфреда Пакера была экранизирована в музыкальном комедийном фильме ужасов кинорежиссёра Трея Паркера — «Каннибал! Мюзикл», выпущенном в 1993 году кинокомпанией Troma Entertainment. Главный кафетерий в Болдерском университете (штат Колорадо) назван Гриль Альфреда Пакера.

## Киновоплощения
- 1980 — Легенда об Альфреде Пакере[англ.] (реж.  Джеймс В. Роберсон),  в заглавной роли Патрик Дрей.
- 2005 — Сожранные: Легенда об Альфреде Пакере / Devoured: The Legend of Alferd Packer (реж. Кевин Рэпп),  в заглавной роли Джефф Муци.